# James Easton
Pour les articles homonymes, voir Easton.
James L. Easton (né le 26 juillet 1935 et mort le 4 décembre 2023) est un ingénieur et dirigeant sportif américain en tir à l’arc et membre du CIO.
Il a été président jusqu'en 2005 de World Archery Federation, l'ancienne Fédération internationale de tir à l'arc (FITA). Il est membre du Comité international olympique (CIO) de 1994 à 2015 et membre honoraire depuis.